# ゼロからイチへ
「ゼロからイチへ」は、日本の男性アイドルグループ・KAT-TUNのデジタルシングル。2022年10月10日に配信リリースされた。

## 概要
表題曲の「ゼロからイチへ」は日本テレビ系のプロ野球中継『DRAMATIC BASEBALL 2022』イメージソング、『Going! Sports ＆ News』テーマソング。KAT-TUNと同じ2006年3月デビューのいきものがかり・水野良樹が作詞・作曲を手掛けた。
2022年9月11日より、YouTubeにて2022年9月10日に東京ドームで行われた「巨人×中日戦」、ジャイアンツとKAT-TUNのコラボデーより「ゼロからイチへ」のパフォーマンス映像が公開された。
2023年2月15日発売のオリジナル・アルバム『Fantasia』で表題曲の「ゼロからイチへ」が初CD化された。
2025年にグループが解散となったため、事実上最後のシングルとなった。

## 楽曲
1. ゼロからイチへ [3:39]
作詞・作曲：水野良樹、編曲：TAKAROT
  - 日本テレビ系プロ野球中継「DRAMATIC BASEBALL 2022」第2弾イメージソング[5]
  - 日本テレビ系「Going!Sports&News」テーマソング[5]
2. Into The Light [4:07]
作詞：7th Avenue、作曲：Christofer Erixon, Josef Melin、編曲：Josef Melin
  - 日本テレビ系プロ野球中継「DRAMATIC BASEBALL 2022」第1弾イメージソング[6]
  - 日本テレビ系「Going!Sports&News」テーマソング[6]
3. Winter Brightness [3:35]
作詞：Funk Uchino、作曲：Erik Lidbom, MLC、編曲、Erik Lidbom